# Samet Altuntaş
Samet Altuntaş (* 23. Juli 1988 in Trabzon) ist ein türkischer Fußballspieler.

## Spielerkarriere
Altuntaş begann mit dem Vereinsfußball in der Nachwuchsabteilung von Trabzon Telekomspor. 2009 wechselte er als Profispieler zum Drittligisten seiner Heimatprovinz Trabzon, zu Ofspor. Nachdem er in seiner ersten Saison für Ofspor lediglich acht Ligaspiele absolviert hatte, eroberte er sich mit der zweiten Saison einen Stammplatz. Zur Saison 2012/13 wechselte Altuntaş zum Viertligisten Erzurum Büyükşehir Belediyespor. Nachdem er eine Saison bei diesem Klub aktiv gewesen war, zog er zur nächsten Saison zum Drittligisten Çankırıspor weiter.
In der Wintertransferperiode 2012/13 verpflichtete ihn der Zweitligist 1461 Trabzon.